# Біла-Друга (Лодзинське воєводство)
Біла-Друга (пол. Biała Druga, нім. Helldorf) — село в Польщі, у гміні Біла Велюнського повіту Лодзинського воєводства.
Населення — 259 осіб (2011).
У 1975-1998 роках село належало до Серадзького воєводства.

## Демографія
Демографічна структура станом на 31 березня 2011 року:
|          | Загалом | Допрацездатний вік | Працездатний вік | Постпрацездатний вік |
| -------- | ------- | ------------------ | ---------------- | -------------------- |
| Чоловіки | 148     | 36                 | 96               | 16                   |
| Жінки    | 111     | 14                 | 62               | 35                   |
| Разом    | 259     | 50                 | 158              | 51                   |